# Египет на летних Олимпийских играх 1956
Египет принимал участие в Летних Олимпийских играх 1956 года в Мельбурне (Австралия) в восьмой раз за свою историю, но не завоевал ни одной медали. Из-за Суэцкого кризиса в октябре 1956 года Египет, Ирак и Ливан объявили о бойкоте Олимпийских игр, однако соревнования по конному спорту из-за карантина были проведены в Стокгольме с 11 по 17 июня. Три египетских спортсмена принимали участие в конкуре.

## Результаты соревнований

### Конный спорт
Конкур
| Соревнование  | Спортсмен                                            | Финал   | Финал   | Финал   | Финал   | Итого | Итого |
| Соревнование  | Спортсмен                                            | 1-й гит | 1-й гит | 2-й гит | 2-й гит | Итого | Итого |
| Соревнование  | Спортсмен                                            | Штраф   | Место   | Штраф   | Место   | Штраф | Место |
| ------------- | ---------------------------------------------------- | ------- | ------- | ------- | ------- | ----- | ----- |
| личный конкур | Мохамед Селим Заки на Иншааллах                      | 16,00   | 12      | 4,00    | 5       | 20,00 | 9     |
| личный конкур | Гамаль Эль-Дин Мурси Саид Аль-Харесс на Нефертити II | 20,00   | 21      | 20,00   | 20      | 40,00 | 21    |
| личный конкур | Омар Ахмед Эль-Хадари на Ауэр                        | 88,50   | 48      | DNF     | —       | —     | —     |

| Соревнование     | Команда | 1-й гит           | 1-й гит     | 2-й гит        | 2-й гит | Ком. штраф | Место |
| Соревнование     | Команда | Штраф             | Штраф       | Штраф          | Штраф   | Ком. штраф | Место |
| Соревнование     | Команда |                   | Ком.        |                | Ком.    | Ком. штраф | Место |
| ---------------- | --- | ----------------- | ----------- | -------------- | ------- | ---------- | ----- |
| командный конкур | Мохамед Селим Заки на Иншааллах Гамаль Эль-Дин Мурси Саид Аль-Харесс на Нефертити II Омар Ахмед Эль-Хадари на Ауэр | 16,00 20,00 88,50 | 124.50 (12) | 4,00 20,00 DNF | — (—)   | —          | —     |